# Krzywy Domek
Krzywy Domek (casa torcida en polaco) es un edificio que se encuentra en la ciudad polaca de Sopot en el número 53 de la calle Bohaterów-Monte-Cassino. Fue construida en 2004, según un proyecto de los arquitectos Szotyński y Zaleski, que a su vez fueron inspirados por los cómics de Jan Marcin Szancer y Per Dahlberg.
Tiene una superficie de alrededor de 4000 m². En la Casa Torcida, funciona un centro comercial, un restaurante con terraza, una sala de juegos y la Radio Muzyka Fakty FM.